# Eumarozia
Eumarozia es un género de polillas de la subfamilia Olethreutinae, familia Tortricidae.

## Especies
- Eumarozia beckeri Clarke, 1973
- Eumarozia elaeanthes (Meyrick, 1927)
- Eumarozia malachitana (Zeller, 1875)

## Ciclo vital deE. malachitana

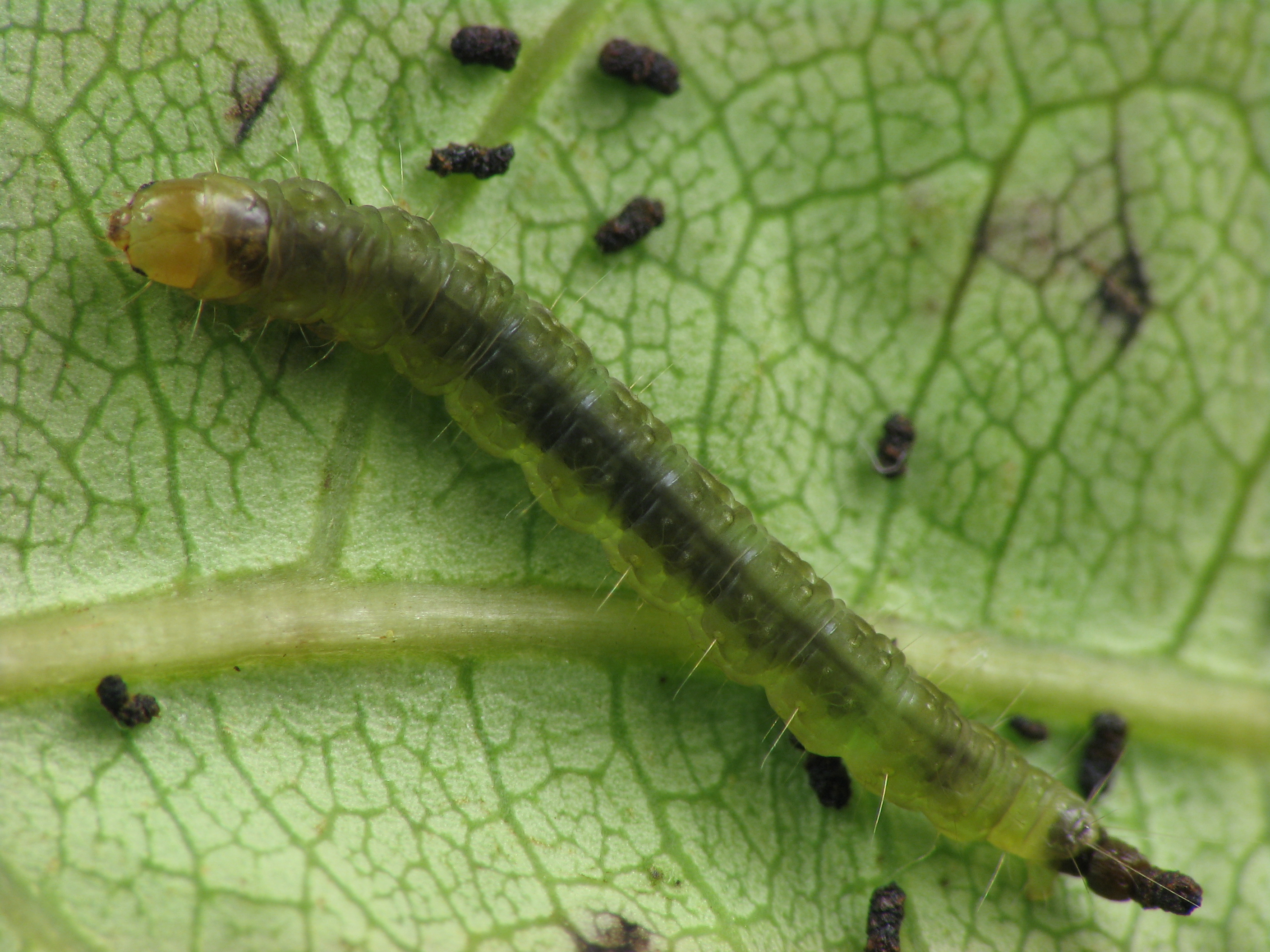
Larva dentro de su refugio en una hoja
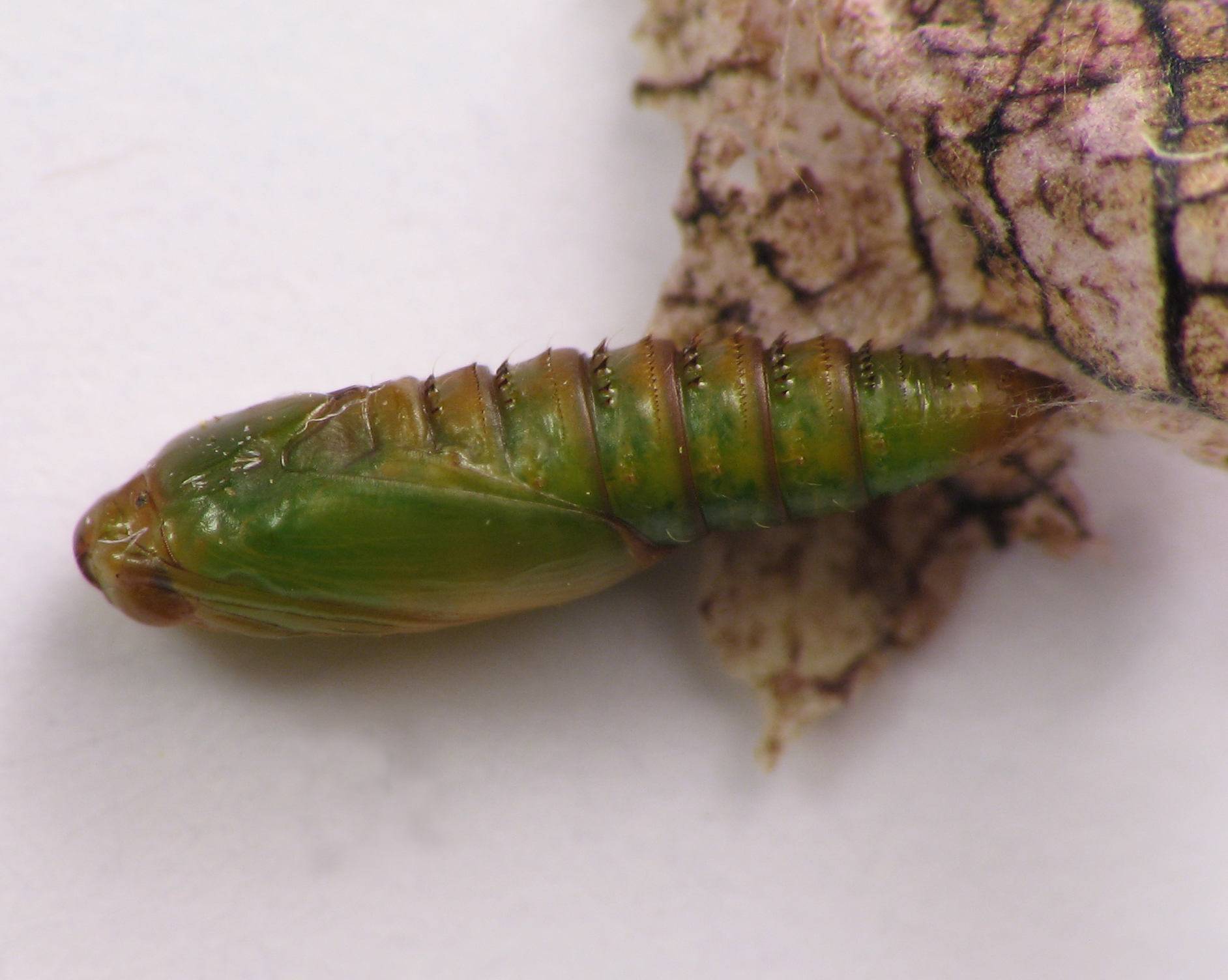
Pupa
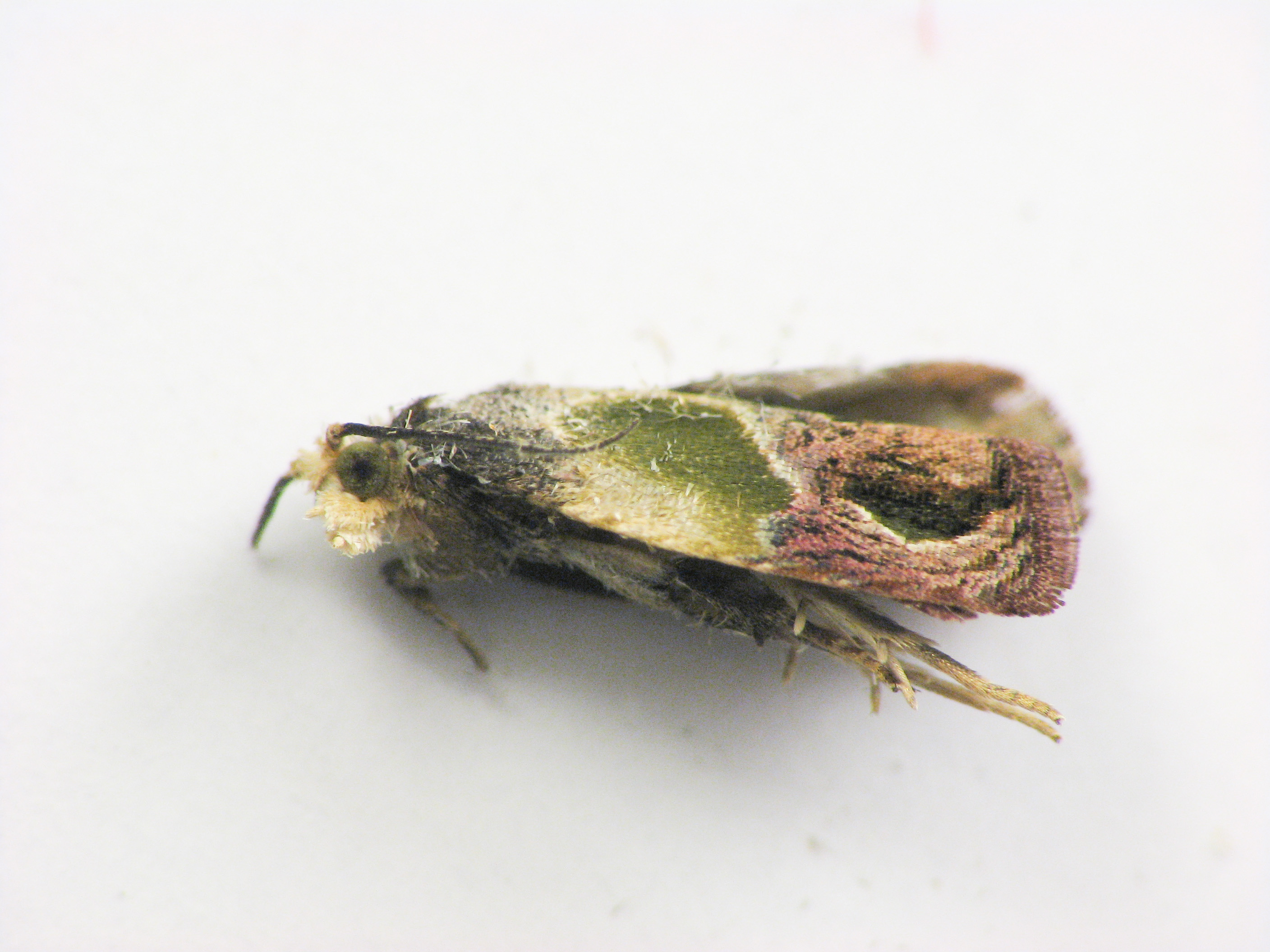
Adulto